# Brownleea parviflora
Brownleea parviflora är en orkidéart som beskrevs av William Henry Harvey och John Lindley. Brownleea parviflora ingår i släktet Brownleea och familjen orkidéer. Inga underarter finns listade i Catalogue of Life.